# Olivier Werner
Olivier Werner (Malmedy, 16 aprile 1985) è un ex calciatore belga, di ruolo portiere.

## Carriera
È cresciuto nelle giovanili dello Standard Liegi.